# Анастасіос Сідіропулос
Анастасіос Сідіропулос (грец. Αναστάσιος Σιδηρόπουλος, нар. 9 серпня 1979, Додеканес, Греція) — грецький  футбольний арбітр. Арбітр ФІФА з 2011 року.

## Кар'єра
Свою кар'єру футбольного арбітра розпочав у 2009. З сезону 2009/10 почав судити матчі грецької Суперліги. З 1 січня 2011 року Сідіропулос — арбітр ФІФА. 12 жовтня 2012 року судить матч між національними збірними Фарерських островів та Швецією. З того часу постійно судить матчі між європейськими збірними у відбіркових циклах до чемпіонату світу та Європи.

## Матчі національних збірних
| Дата              | Місце проведення            | Збірні                       | Рахунок | Турнір               | ЖК | YK · YK · RK | RK |
| ----------------- | --------------------------- | ---------------------------- | ------- | -------------------- | -- | ------------ | -- |
| 12 жовтня 2012    | Торсгавн, Фарерські острови | Фарерські острови – Швеція   | 1 – 2   | Кваліфікація ЧС 2014 | 4  | 0            | 0  |
| 6 вересня 2013    | Аттард, Мальта              | Мальта – Данія               | 1 – 2   | Кваліфікація ЧС 2014 | 4  | 0            | 0  |
| 8 вересня 2014    | Валенсія, Іспанія           | Іспанія – Північна Македонія | 5 – 1   | Кваліфікація ЧЄ 2016 | 4  | 0            | 0  |
| 14 листопада 2014 | Лоуле, Португалія           | Португалія – Вірменія        | 1 – 0   | Кваліфікація ЧЄ 2016 | 7  | 0            | 0  |
| 28 березня 2015   | Астана, Казахстан           | Казахстан – Ісландія         | 0 – 3   | Кваліфікація ЧЄ 2016 | 3  | 0            | 0  |
| 8 вересня 2015    | Марибор, Словенія           | Словенія – Естонія           | 1 – 0   | Кваліфікація ЧЄ 2016 | 3  | 0            | 0  |
| 4 вересня 2016    | Прага, Чехія                | Чехія – Північна Ірландія    | 0 – 0   | Кваліфікація ЧС 2018 | 3  | 0            | 0  |
| 11 листопада 2016 | Трнава, Словаччина          | Словаччина – Литва           | 4 – 0   | Кваліфікація ЧС 2018 | 1  | 0            | 0  |